# 安杰莉卡·莫泽
安杰莉卡·莫泽（Angelica Moser，1997年10月9日—）生于美国德克萨斯州普莱诺，是一名瑞士女子田径运动员，主攻撑竿跳高，家乡位于苏黎世州的安德爾芬根。她的父亲Severin曾参加1988年汉城奥运的十项全能比赛，母亲Monika也曾从事七项全能运动，姐姐Jasmine同样从事撑竿跳高运动。安杰莉卡最初主要练习竞技体操，大约七岁开始兼练田径，后来由于她在体操上表现一般，难以争取到入选阵容参加比赛的机会，她便决定放弃竞技体操，专注于撑竿跳高。